# هاري دامي
هاري دامي (بالإنجليزية: Harry Dhami)‏ مواليد 17 أبريل 1972 في كنت، إنجلترا، هو ملاكم محترف بريطاني يصنف ضمن فئة وزن الوسط.

## إحصائيات
خاض خلال مسيرته 23 نزالا، فاز في 17 وتعادل في 1 وخسر في 5. فاز بالضربة القاضية في 5 نزالات.

## روابط خارجية
- هاري دامي على موقع بوكس ريك (الإنجليزية) (registration required)